# Sloveens
Het Sloveens (slovenščina) is een taal die tot de Slavische talen behoort. Binnen het Slavisch vormt het met het Kroatisch, Bosnisch, Servisch, Macedonisch en Bulgaars de Zuid-Slavische groep. Het Sloveens is de algemene voertaal in Slovenië. Het aantal sprekers bedraagt ongeveer 2,2 miljoen mensen, namelijk ongeveer twee miljoen autochtone Slovenen in Slovenië, Oostenrijk, Italië en Hongarije en ongeveer tweehonderdduizend migranten in onder meer Argentinië, Canada, Australië en West-Europa.

## Taalgebied
Naast Slovenië wordt het Sloveens van oudsher ook in aangrenzende door Slovenen bewoonde gebieden gesproken en als tweede ambtstaal gehandhaafd in o.a.:
- Friuli-Venezia Giulia (Furlanija Julijska Krajina) in Noord-Oost-Italië, de Sloveense minderheid in Italië. Grotere plaatsen: 
  - Triëst (Trst)
  - Gorizia (Gorica)
  - Tarvisio (Trbiž);
- de Oostenrijkse bondsstaat Karinthië (Koroška), de Karinthische Slovenen. Grotere plaatsen:
  - Arnoldstein (Podklošter)
  - Villach (Beljak)
  - Klagenfurt (Celovec)
  - Ferlach (Borovlje)
  - Völkermarkt (Velikovec).

Sloveens wordt voorts gesproken door de Slovenen in het Oostenrijkse deel van Stiermarken (Štajerska) ten zuiden van Graz (Gradec) en de Hongaarse regio Szentgotthárd (Monošter).
Ongeveer tweehonderdduizend Sloveense migranten spreken Sloveens. De handhaving van de Sloveense taal in eigen kring hangt van vele factoren af. Zo blijken Slovenen in met name de Verenigde Staten (Pennsylvania, Ohio) hun taal nauwelijks op jongere generaties over te dragen, terwijl onder Slovenen in Zuid-Amerika de taal relatief vaak ook door derde en vierde generaties actief gesproken wordt.

## Geschiedenis[1]
Net als alle andere Slavische talen heeft de Sloveense taal zijn wortels liggen in de proto-Slavische groep, dat later als Oudkerkslavisch naar buiten werd gebracht. Het vroegste taaldocument ooit gevonden is de zogenoemde Brižinski spomeniki (Freisinger Monumenten), die in het Beierse Freising gevonden werden. De teksten behandelen liturgische vragen en deels homiletiek. Het document ontstond rond het jaar 1000. Deze religieuze geschriften behoren tevens tot de oudste nog bestaande manuscripten in de Slavische taal.
Het Standaardsloveens ontstond in de tweede helft van de 16e eeuw dankzij de werken van de Sloveense Lutherse auteurs, die actief waren tijdens de Protestantse Reformatie. De meest prominente schrijvers uit deze periode zijn Primož Trubar (auteur van het eerste Sloveense gedrukte boek), Adam Bohorič (auteur van de eerste Sloveense grammatica), en Jurij Dalmatin (vertaler van de Bijbel naar het Sloveens).
Vanaf de Late Middeleeuwen tot het uiteenvallen van het Oostenrijks-Hongaarse Rijk in 1918, werd er op het grondgebied van het huidige Slovenië Duits, Sloveens en Italiaans gesproken. Duits was de taal van de Adel en Sloveens en Italiaans waren de taal van het gewone volk. Tijdens deze periode had de Duitse taal sterke invloed op de Sloveense, waarvan veel verbasterde Duitse woorden terug te vinden zijn in de huidige Sloveense spreektaal. Als gevolg van taalinvloeden uit de aangrenzende ‘niet-Slavische’ landen, zijn er volgens deskundigen 36 verschillende dialecten ontstaan. Desondanks wordt er op de scholen “Knjižni jezik” – Standaardsloveens gedoceerd.

## Schrift

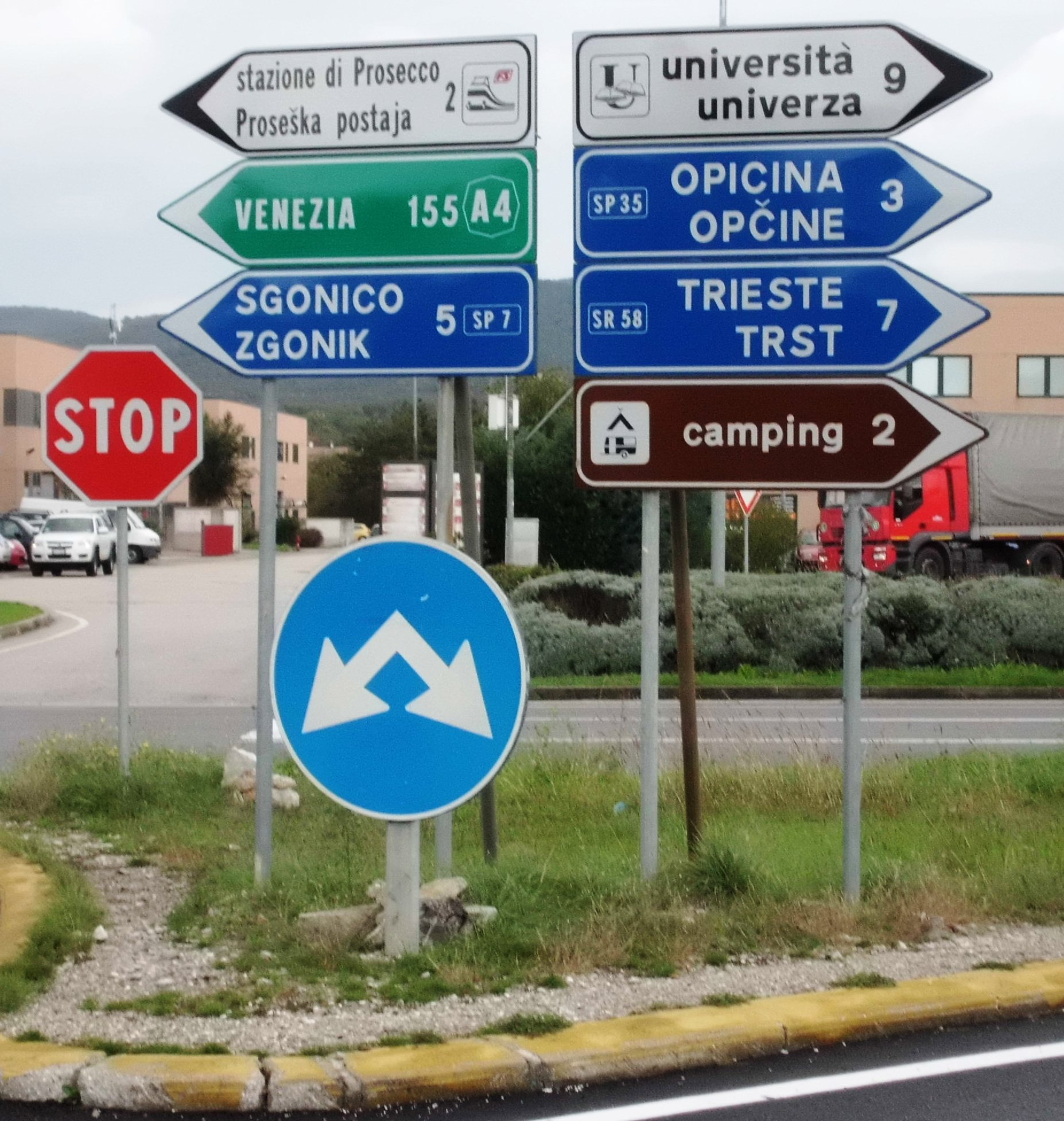
Tweetalige Sloveens-Italiaanse bewegwijzering in Friuli-Venezia Giulia

Het Sloveens wordt geschreven met het Latijnse alfabet aangevuld met enkele letters voorzien van een diakritisch teken, de háček (ˇ): č, š en ž. Waar het Nederlands een x schrijft, gebruikt het Sloveens altijd de schrijfwijze ks. Het schrift is ontwikkeld op basis van het Bohorič-schrift en in zijn huidige vorm gepubliceerd door de Kroaat Ljudevit Gaj. Het wordt daarom ook wel "gajica" genoemd. Het eerste boek in het Gaj-schrift werd gepubliceerd door Stanko Vraz in 1839.

### Bohorič-schrift
Van de 16e tot de 19e eeuw werd het door Adam Bohorič ontwikkelde schrift gebruikt. De Sloveense schrijvers Valentin Vodnik en Anton Tomaž Linhart schreven in het Bohorič-schrift. Het week slechts in details af van het huidige schrift:
- de huidige c geschreven als z Z
- de huidige č geschreven als zh ZH
- de huidige s geschreven als ſ S
- de huidige š geschreven als ſh SH
- de huidige z geschreven als s S
- de huidige ž geschreven als sh SH

### Metelko-schrift

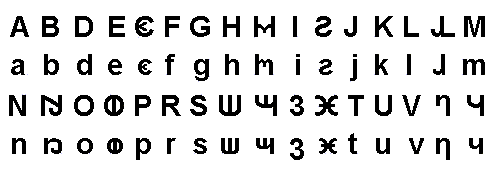
Metelko-schrift

De priester Fran Metelko ontwikkelde een nieuw schrift voor de Sloveense taal, dat hij in zijn boek Lehrgebäude der slowenischen Sprache in 1825 in Ljubljana liet verschijnen. Metelko vond, dat er afstand genomen moest worden van het Bohorič-schrift, dat op het Duitse schriftsysteem was gebaseerd. Het Metelko-schrift werd door Metelko in zijn boek "Neu-Krain" genoemd, maar raakte bekend als "metelčica". Het schrift was geïnspireerd door de stelling van Jernej Kopitar om elke klank een apart letterteken toe te kennen. Het leidde tot een groot aantal letters en werd daardoor als onhandig ervaren. Het "metelčica" introduceerde bijvoorbeeld twee lettertekens H (zie afbeelding) om het verschil tussen een glottale [h] en velaire [x] aan te geven; in werkelijkheid bezit het Sloveens geen glottale [h], waarmee Metelko's onderscheid zinloos wordt. Matija Čop en France Prešeren verzetten zich hevig tegen de voorstellen van Metelko. In 1833 werd het van overheidswege verboden.

### Dajnko-schrift

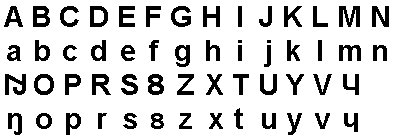
Dajnko-schrift

De priester Peter Dajnko ontwikkelde in 1824 zijn Dajnko-schrift, ook "dajnčica" genoemd. Het baseerde in grote mate op het Metelko-schrift, maar was eenvoudiger. Hij kwam uit Stiermarken (en was lange tijd pastoor in Velika Nedelja), waardoor zijn alfabet voor een deel tekens ontwikkelde die in het overige Sloveens niet nodig waren. Samen met Anton Lah (1803-1861), Vid Rižner (1893-1861), Anton Šerf (1798-1882) en Martin Veršič (1779-1850) publiceerde het vijftal circa 50.000 exemplaren in het Dajnko-schrift. Het ging daarbij vrijwel uitsluitend om religieuze literatuur en devotielectuur. Opmerkelijk was de uitgave van de misformulieren voor zon- en feestdagen in het Sloveens. Het schrift werd bestreden door o.a. France Prešeren. In 1838 werd het Dajnko-schrift verboden.

### Gaj-schrift

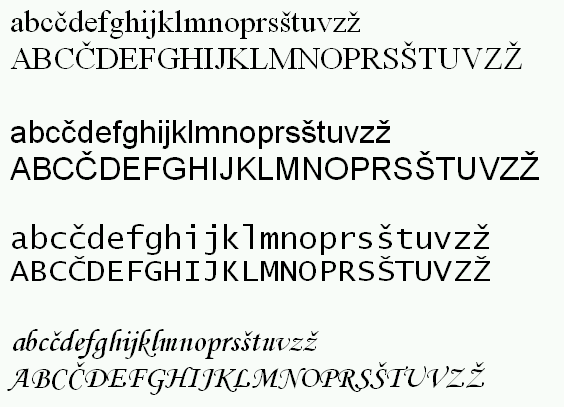
Sloveense alfabet

De alfabetstrijd, die draaide rond de vernieuwing van het Bohorič-schrift, leidde in Kroatië tot een nieuw alfabet, dat was ontwikkeld door Ljudevit Gaj. Hij liet zich daarbij inspireren door het Tsjechische alfabet. Aan het Tsjechisch ontleende hij de diakritische Č, Š en Ž. De Tsjechische zachte Ě werd door Gaj geprezen, maar haalde het uiteindelijk niet. De kring van Gaj, waaronder ook de Sloveen Stanko Vraz, bestond uit overtuigde illyristen. Zij waren van mening dat de verschillen tussen Kroaten en Slovenen gering waren en dat het eigenlijk om een volk ging. Het ontwikkelen van een taal (het "illyrisch") voor beiden zou een aanloop moeten zijn naar de vereniging van alle Zuid-Slaven en daarna alle Slavische volkeren. Vanuit deze panslavistische visie verspreidden Gaj c.s. hun schrift "gajica" ook in de Sloveense kroonlanden. De Sloveens-Kroatische illyrist Stanko Vraz publiceerde in 1839 het eerste Sloveens te noemen "illyrische" boek Narodne pesmi ilirske, koje se pevaju po Štajerskoj, Kranjskoj, Koruškoj i zapadnoj strani Ugarske. De dichter Jovan Vesel Koseski schreef vanaf 1838 in het "gajica". In 1840 gaf Anton Tomaž Linhart zijn werk "Matiček" uit in gedeelde oplage, de helft in het "bohoričica", de andere helft in het "gajica". Toen Janez Bleiweis in 1843 zijn tijdschrift Kmetijske in rokodelske novice en Anton Martin Slomšek zijn onderwijsgeschriften (nog niet in 1842, maar vanaf 1848) ook in het Gaj-schrift publiceerden, was het pleit in de alfabetstrijd definitief beslecht.

## Bijzonderheden
Het Sloveens is een flecterende taal. Enkele verschilpunten met het Nederlands zijn: afwezigheid van het lidwoord, grote vrijheid in de zinsbouw, verbuiging van zelfstandige en bijvoeglijke naamwoorden (zes naamvallen), aspecten van de werkwoorden (een werkwoord heeft meer dan één vorm, die een tijdsaspect van handelingen uitdrukt) en het gebruik van tweevoud (dualis) naast enkelvoud en meervoud. Het Sloveens kent verder het supinum, een soort tweede infinitief. Verbuiging van zelfstandige en bijvoeglijke naamwoorden vindt plaats naar:
- naamval:
  - nominatief (imenovalnik),
  - genitief (rodilnik),
  - datief (dajalnik),
  - accusatief (tožilnik),
  - locatief (mestnik),
  - instrumentalis (orodnik);
- getal:
  - enkelvoud (ednina),
  - tweevoud (dvojina),
  - meervoud (množina);
- geslacht:
  - mannelijk (moški spol),
  - onzijdig (srednji spol),
  - vrouwelijk (ženski spol).

De verbuiging wordt zichtbaar in het woordeinde (de uitgang).
Er bestaan grofweg vier declinaties:
- mannelijk
- vrouwelijk op -a
- vrouwelijk op -ost/-ev
- onzijdig

Voorbeeld verbuiging zelfst.nw. 1e declinatie: klobuk (hoed)
|                | enkelvoud | tweevoud  | meervoud |
| -------------- | --------- | --------- | -------- |
| nominativus    | klobuk    | klobuka   | klobuki  |
| genitivus      | klobuka   | klobukov  | klobukov |
| dativus        | klobuku   | klobukoma | klobukom |
| accusativus    | klobuk    | klobuka   | klobuke  |
| locativus      | klobuku   | klobukih  | klobukih |
| instrumentalis | klobukom  | klobukoma | klobuki  |

Tijd wordt in het werkwoord enerzijds uitgedrukt door de gebruikelijke indeling tegenwoordige tijd, verleden tijd en toekomende tijd, daarnaast wordt door het aspect de aard van een handeling (voltooid of onvoltooid, bezigzijnd of herhalend) aangegeven.

## Uitspraak
Het Sloveens kent een vrij accent, dat niet uit het schriftbeeld van een woord blijkt. Daarnaast is er een toonverschil in beklemtoonde lettergrepen: stijgend tegenover dalend. Toon en de plaats van de klemtoon kunnen betekenisonderscheidend zijn. Er wordt onderscheid gemaakt tussen lange en korte klinkers. Beklemtoonde lettergrepen hebben altijd een lange klinker, tenzij de klemtoon op de laatste lettergreep ligt: dan is zowel kort als lang mogelijk. Onbeklemtoonde klinkers zijn altijd kort.

## Dialecten
Het Sloveens telt meer dan veertig dialecten, die onder te brengen zijn in een van negen hoofddialecten. De standaardtaal is gebaseerd op een centraal dialect dat Dolenjski wordt genoemd.

## Schrijvers
- France Prešeren
- Ivan Cankar
- Janko Ferk
- Niko Grafenauer